# ブラマンティーノ
ブラマンティーノとして知られるバルトロメーオ・スアルディ（Bartolomeo Suardi、通称 Il Bramantino、15世紀中頃に出生、1530年ころに没）はイタリアの画家、建築家である。おもにミラノで働いた。通称のブラマンティーノはミラノなどで働いた有名な建築家のドナト・ブラマンテ(c.1444-1514)に由来している。

## 略歴
ミラノで Alberto Suardi と Petrina da Sulbiateという両親のもとに生まれるが、1480年に父親が亡くなり貧しい生活を送ることになり、金細工師の見習いとして働いた。1490年にミラノに住んでいて妹の結婚の持参金を家長として支払う約束をした記録があり、生年は1465年ころであったと推定されている。1494年に公爵に宛てて、妹の持参金の支払いの延期を嘆願する文書が残されている。
1503年に他の芸術家とミラノのドゥオーモの装飾の仕事に参加し、ヴィジェーヴァノの工房で制作された「トリヴルツィオのタペストリー(Arazzi Trivulzio)」のデザインもした。1504年に結婚した。
1508年に1年間ほどローマに滞在し、教皇から注文を受けて働き、ローマではメロッツォ・ダ・フォルリ(c.1438-1494)のフレスコ画を見る機会があったと考えられ、ブラマンティーノの作品にダ・フォルリのスタイルの影響が見られるとされる。
1509年にミラノに戻り、ミラノの教会などの宗教画を描いた。
第三次イタリア戦争でのミラノの防御に軍事技術者として功績をあげ、1525年のパヴィアの戦いの勝利の後、ミラノ公、フランチェスコ2世・スフォルツァの宮廷の建築家、画家に任じられた。
1530年ころミラノで没した。

## 作品

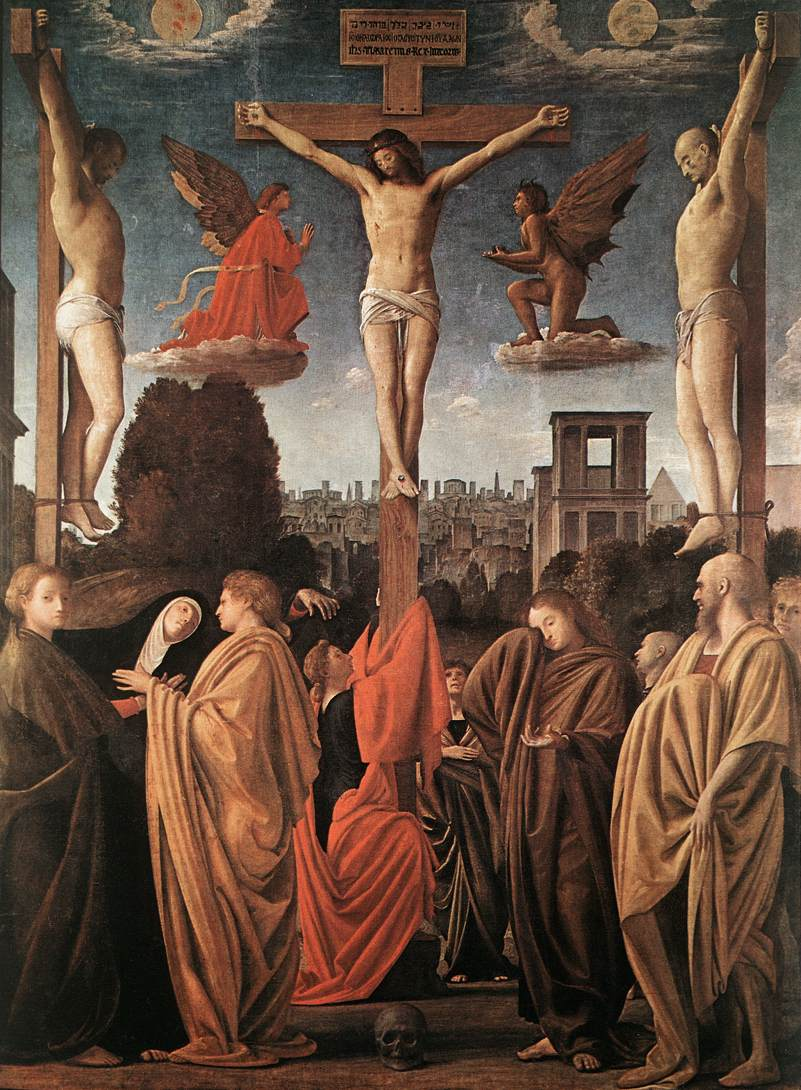
『磔刑』(1503-1511年頃) ブレラ美術館
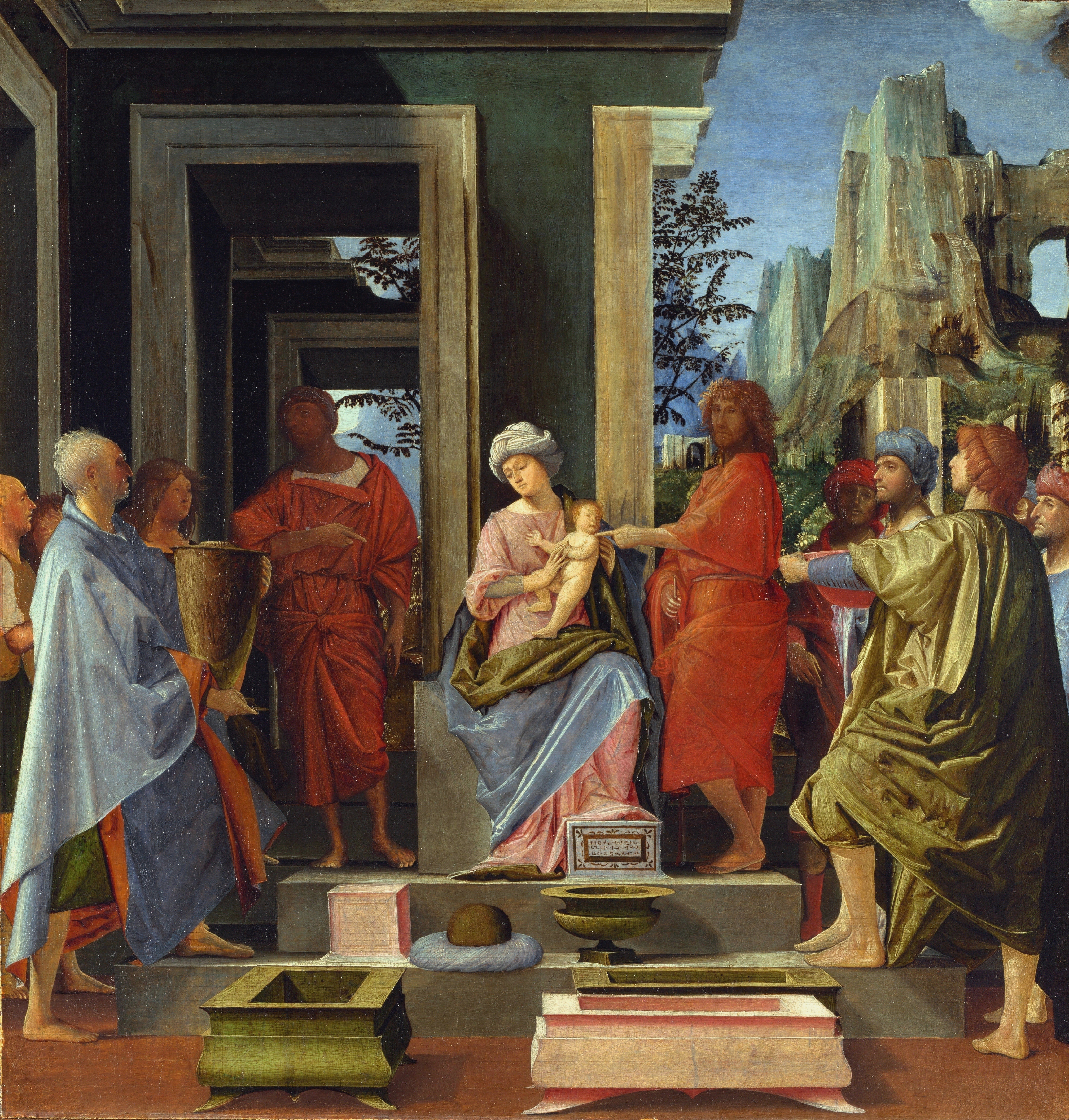
『東方三博士の礼拝』(1500年頃) ナショナル・ギャラリー (ロンドン)
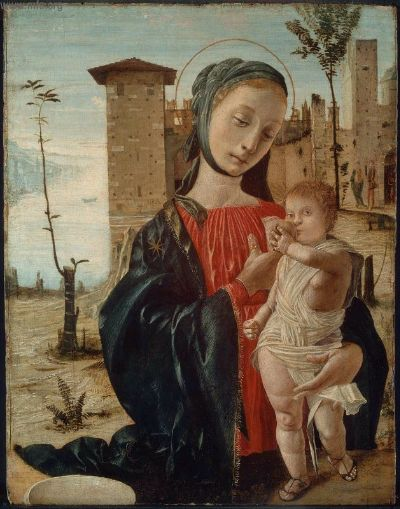
『授乳の聖母』 ボストン美術館
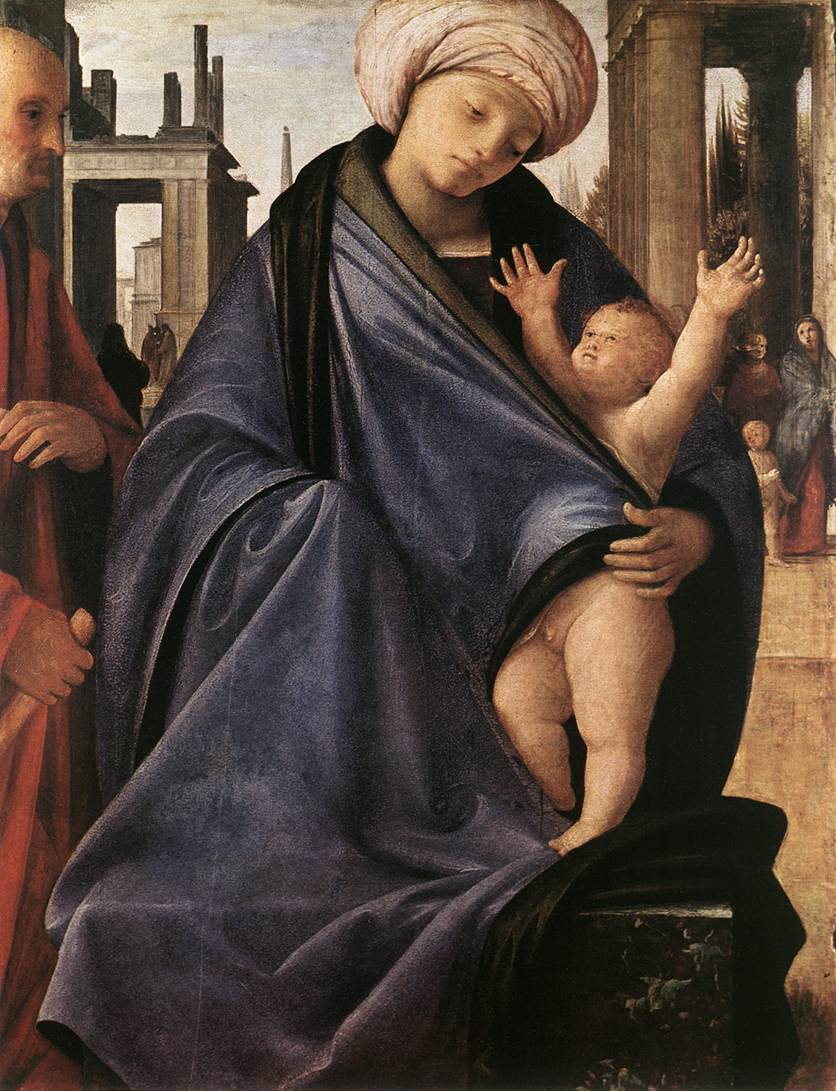
『聖母子と男性』または『聖家族』　(1503-1510年) ブレラ美術館